# Демон (родственник Демосфена)
Демон — афинский политик IV века до н. э., родственник Демосфена.

## Биография
Демон, сын Демомела, из дема Пэания, был двоюродным братом или племянником (сыном сестры) Демосфена.
В 335 году до н. э., после падения Фив, Александр Македонский, согласно Плутарху, потребовал у афинян выдачи Демона вместе с противниками Македонии. Но афиняне, убеждаемые Демосфеном не выдавать «своих сторожевых собак волкам», не решались пойти на такие условия. В итоге Александр, благодаря заступничеству Демада, согласился на помилование названных им лиц. Однако другие античные источники, в которых описывается этот эпизод, не называют имени Демона. Это позволило А. Босворту критически отнестись к сведениям Плутарха. Возможно, древнегреческий писатель мог спутать Демона с Диотимом.
По Афинею, комический поэт Тимокл в своей пьесе «Делос» изображает Демона наряду с Демосфеном, Мироклеем, Каллисфеном и Гиперидом принявшим взятку в 324 году до н. э. от бывшего казначея Александра Македонского Гарпала, бежавшего в Грецию. По замечанию В. Геккеля, по всей видимости, Демон не был за это осужден.
В следующем году, когда после смерти Александра Македонского началась Ламийская война, Демон внёс в народное собрание предложение о возвращении Демосфена из изгнания, и оно было принято народом. За ним на Эгину была направлена триера, а встречать Демосфена вышло почти всё население города. Оратор, как передаёт Плутарх, назвал этот день «счастливейшим в своей жизни, ибо он возвращается лучше, достойнее Алкивиада: он убедил, а не вынудил сограждан принять его вновь.»